# Krucyfiks z kościoła Notre-Dame w Plévin
Krucyfiks z kościoła Notre-Dame w Plévin (croix (crucifix): Christ en croix Notre-Dame de Plévin) – rzeźba przedstawiająca umęczonego i ukrzyżowanego Chrystusa, datowana na w XVI wiek, wykonana przez nieznanego autora. Od 1982 roku posiada status zabytku, w kategorii Patrimoine mobilier (PM22001688).

## Lokalizacja
Krucyfiks znajduje się w kościele Notre-Dame w Plévin, w departamencie Côtes-d’Armor, w regionie Bretania.

## Opis
Krucyfiks jest wykonany z polichromowanego drewna.
Wymiary: wysokość – 170 cm; szerokość 110 cm – 14 cm.